# Tunnel des Écharmeaux
Le tunnel des Écharmeaux est un tunnel ferroviaire droit de la ligne de Paray-le-Monial à Givors-Canal. Long de 4 153 m, il est situé entre la commune de Belleroche dans le département de la Loire et la commune de Poule-les-Écharmeaux dans le département du Rhône, passant sous une partie du massif du Beaujolais et franchissant la ligne de partage des eaux entre océan Atlantique et mer Méditerranée.
Mis en service en septembre 1900, il est exploité par la Société nationale des chemins de fer français (SNCF).

## Situation ferroviaire
Le tunnel en service est établi sur la section de La Clayette aux Ponts Tarrets de la ligne de Paray-le-Monial à Givors-Canal du point kilométrique 45,934 au point kilométrique 51,087 entre les gares de Belleroche - Belmont et Poule. Le point culminant de la ligne à 526 m est atteint dans le tunnel.

## Caractéristiques
C'est le plus long tunnel ferroviaire du Massif central et le quinzième plus long en France en 2023. La seconde voie est déposée en 1995 mais subsistait encore en septembre 2012 uniquement dans le tunnel, les ouvriers de l'entreprise chargée de la dépose ayant fait valoir leur droit de retrait à cause de l'obscurité. 
Il est pourvu d'une cheminée d'aération de section elliptique (2m par 3) décentrée et longue de 93 m, rehaussée de 3 m à l'extérieur qui laisse apparaître fréquemment des vapeurs de condensation.

## Captage d'eau
Le tunnel constitue un point de captage majeur pour l'adduction en eau potable de la commune de Chauffailles en Saône-et-Loire qui compte environ 3 700 habitants (2020). L'unité Veolia de traitement de l'eau captée se trouve à Belleroche.